# سیارک ۱۳۳۵۸
سیارک ۱۳۳۵۸ (به انگلیسی: 13358 Revelle، نامگذاری:1998TA34) سیزده هزار و سیصد و پنجاه و هشتمین سیارک کشف شده‌است که در ۱۴ اکتبر ۱۹۹۸ کشف شد.
قدر مطلق سیارک برابر ۳۷.۱ است.